# Espalhamento em redes complexas
O espalhamento em redes complexas é um ramo de estudo de ciência das redes que tem por objetivo estudar modelos que possam simular processos de propagação em uma rede. Dentre os exemplos de propagação por uma rede podemos citar o espalhamento de doenças ou a forma como uma notícia é propagada, tornando esta uma área de grande interesse de estudos para o entendimento de fenômenos que podem ser propagados.
O conteúdo em uma rede pode se espalhar através de dois métodos principais: propagação conservada e propagação não conservada. Em propagação conservada, a quantidade total de conteúdo que entra numa rede complexa permanece constante quando o atravessa. Na propagação não conservada, a quantidade de conteúdo altera conforme entra e passa através de uma rede complexa. O modelo não conservado é o mais adequado para explicar a transmissão de doenças infeciosas.
Dentro do contexto epidemiológico se desenvolveu uma estrutura analítica e numérica robusta para modelar a disseminação de patógenos, baseando-se em duas hipóteses: compartimentalização e mistura homogênea.
Na compartimentalização os modelos epidêmicos classificam cada indivíduo da rede com base no estágio da doença que os afeta. A classificação mais simples assume que um indivíduo pode estar em um dos três estados a seguir:
- {\displaystyle S(t)} é usado para representar o número de indivíduos ainda não infectados com a doença no tempo t, ou aqueles sensíveis à doença.
- {\displaystyle I(t)} indica o número de indivíduos que foram infectados com a doença e são capazes de propagar a doença para aqueles na categoria suscetível.
- {\displaystyle R(t)} indica os Indivíduos que foram infectados antes, mas se recuperaram da doença, portanto, não são infecciosos. Os que estão nesta categoria não são capazes de ser infectados novamente ou transmitir a infeção para outras pessoas.

Este 3 estados são utilizados como blocos básicos de construção dos modelo epidemiológicos.
Já a hipótese da mistura homogênea assume que cada indivíduo tem a mesma chance de entrar em contato com um indivíduo infectado. Essa hipótese elimina a necessidade de conhecer a rede na qual a doença se espalha, substituindo-a pelo pressuposto de que qualquer indivíduo pode infectar outro.

## Exemplos de redes de espalhamento

### Redes sociais
O papel das redes sociais na difusão e aceitação de inovações, conhecimento, produtos, comportamento, rumores é um problema muito estudado em ciências sociais, marketing e economia.

### Redes biológicas
A disseminação de patógenos é um exemplo que inclui doenças transmitidas pelo ar, como gripe, SARS ou tuberculose, transmitidas quando duas pessoas respiram o mesmo ar em um ambiente fechado.

## Modelos epidemiológicos
A modelagem da disseminação de patógenos representa uma importante aplicação prática da ciência das redes. Os avanços nessa área foram bastante espetaculares, dando origem a previsões precisas de epidemias, algo que era apenas um sonho uma década antes. Dois avanços tornaram isso possível. A primeira é o surgimento de uma estrutura teórica robusta para descrever epidemias baseadas em rede. O segundo é o acesso a dados precisos em tempo real sobre viagens humanas e dados demográficos, permitindo-nos reconstruir a rede de mobilidade responsável pela disseminação global de um patógeno. Consequentemente, uma previsão precisa requer principalmente um conhecimento preciso da rede de mobilidade.
Dentre os modelos possíveis temos três modelos epidemiológicos usados com frequência, os chamados modelos SI, SIS e SIR, que nos ajudam a compreender os blocos de construção básicos da modelagem epidemiológica. Nestes modelos cada nó da rede representa um indivíduo e cada link é uma conexão que permite que a infecção possa se espalhar para outros indivíduos.

### Modelo suscetível-infectado (SI)
No modelo SI, um indivíduo pode estar em um de dois estados: suscetível (saudável) ou infectado (doente). O modelo assume que, se um indivíduo suscetível entrar em contato com um indivíduo infectado, ele será infectado à uma taxa β. Quando um indivíduo é infectado, ele permanece infectado, portanto, não pode se recuperar.

### Modelo suscetível-infectado-suscetível (SIS)
O modelo SIS baseia-se em uma descrição granular e grosseira dos indivíduos de uma população. Dentro desta descrição, os indivíduos só podem existir em dois estados discretos, ou seja, suscetível ou infectado. Esses estados negligenciam completamente o detalhes do mecanismo de infecção em cada indivíduo. A transmissão da doença também é descrita de forma eficaz. Contudo, ele difere do modelo SI por permitir a recuperação, ou seja, os indivíduos infectados são curados, tornando-se suscetíveis novamente.

### Modelo suscetível-infectado-recuperado (SIR)
Em contraste com o modelo SIS, no modelo SIR os indivíduos recuperados entram em um estado de recuperação, o que significa que eles desenvolvem imunidade em vez de se tornarem suscetíveis novamente. Gripe, SARS e Peste são doenças com esta propriedade, portanto, devemos usar o modelo SIR para descrever sua propagação.
Ou seja, dependendo das características de um patógeno, são necessários diferentes modelos para capturar a dinâmica de um surto epidêmico.